# Milena Gasperoni
Milena Gasperoni (Città di San Marino, 23 settembre 1961) è una politica sammarinese.
È stata capitano reggente della Repubblica di San Marino per il semestre aprile-ottobre 2024, in coppia con Alessandro Rossi.

## Biografia

### Istruzione
Milena Gasperoni è nata il 23 settembre 1961 e nel 1980 ottenne il diploma di maturità classica presso il Liceo Classico Statale di San Marino.
Si è laureata in giurisprudenza con la tesi La proprietà industriale nell'ordinamento sammarinese, nel 1986 all'Università di Bologna.
Si specializzò nel 1993 come giurista d'impresa alla Scuola di perfezionamento in diritto amministrativo dello stesso ateneo; in seguito ottenne l'abilitazione per esercitare la professione forense e notarile a San Marino.

### Carriera
Dal 1993 al 1994 lavorò come consulente giuridico al Polo scientifico e tecnologico dell'Emilia-Romagna e dal 1995 al 2003 diresse l'Ufficio programmazione economica e centro elaborazione dati e statistica.
Nel 2004 fu incaricata per i rapporti con gli organismi internazionali al Dipartimento Affari Esteri, seguendo perciò il Fondo Monetario Internazionale.
È stata direttrice dell'Ufficio del Lavoro (2005-2012), del Centro di Formazione Professionale (2012-2018) e del Centro di Formazione Professionale e Politiche Attive del Lavoro (2018-2023). Dall'ottobre del 2023 dirige l'Ufficio Informatica, Tecnologia Dati e Statistica.

### Attività politica
Si iscrisse al Partito Socialista nel 1994, poi divenuto il Partito dei  Socialisti e dei Democratici (PSD).
Nel  2015 entrò nel Consiglio Grande e Generale (nel corso della XXVIII legislatura), e nel 2023 (durante la XXX legislatura) vi fu eletta una seconda volta come membro di Noi per la Repubblica.
Nel 2017 divenne membro del consiglio di direzione e del Collegio dei Probiviri del PSD.

## Vita privata
È sposata.